# Pozycja Fowlera
Pozycja Fowlera, inaczej "pozycja anty-Trendelenburga", będąca jej odwrotnością – pozycja medyczna polegająca na niskim ułożeniu kończyn dolnych. Polega na ułożeniu pacjenta tak, aby jego głowa, tułów i kończyny górne znajdowały się powyżej linii kończyn dolnych. 
Wskazania do stosowania pozycji Fowlera to:
- zwolnienie krążenia tętniczego, odbarczenie płuc (zmniejsza ucisk narządów wewnętrznych)
- zaburzenia krążenia tętniczego
- stany po operacjach
- pierwsze dni, tygodnie po złamaniu kręgosłupa w odcinku szyjnym[1].